# Céramique à figures rouges
Sauf précision contraire, les dates de cet article sont sous-entendues « avant l'ère commune », c'est-à-dire « avant Jésus-Christ ».

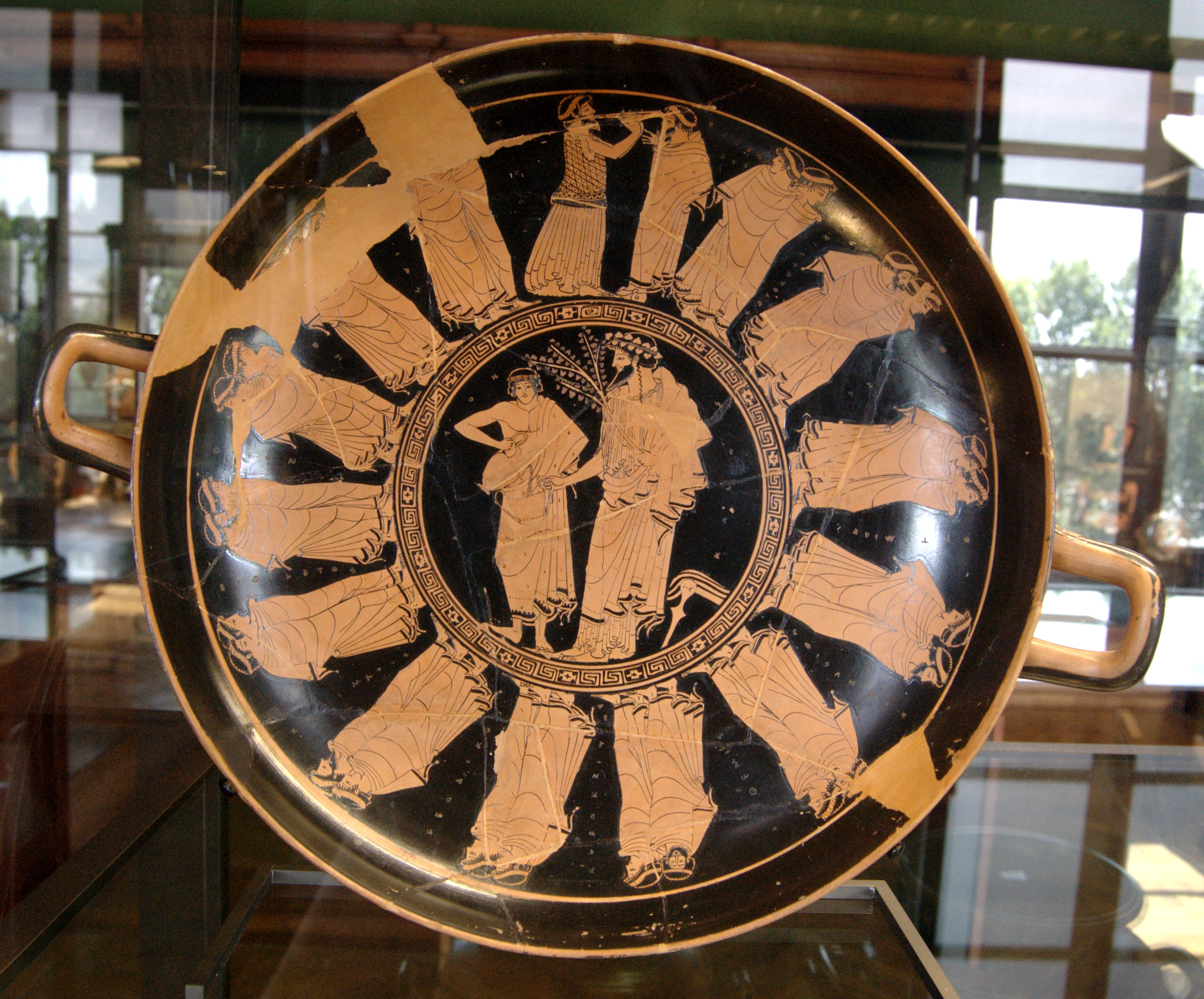
Procession de couples d'hommes et de garçons ; médaillon : jeune homme versant du vin dans le canthare de Dionysos. Kylix attique à figures rouges, vers 480 av. J.-C. Louvre

La céramique à figures rouges est un type de céramique grecque antique, dans lequel le motif est peint en rouge sur un fond noir. Elle s'est développée à Athènes et dans sa région à partir de 530 av. J.-C.
Elle a succédé à celle à  figures noires. Cette dernière semblait en effet manifester un essoufflement dans cette fin du VIe siècle av. J.-C. L'art de la figure noire souffrait d'un manque de renouvellement malgré des tentatives de rafraîchissement apportées par la couleur. La céramique à figures rouges s'est imposée au détriment de celle à figures noires. Cette nouvelle technique a vu le jour à Athènes dans les années 530 av. J.-C.
Cette technique était essentiellement athénienne et s'est répandue, à partir de la Grèce, puis s'est propagée en Grande-Grèce, grâce notamment au peintre de Pisticci, qui initie la production de céramique lucanienne à figures rouges. On parle aussi de céramique italiote, terme qui désigne l'ensemble des productions à figures rouges réalisées dans les colonies grecques de l'Italie méridionale (Apulie, Campanie, Lucanie et Paestum) ainsi que dans leur hinterland. La céramique apulienne à figures rouges fut florissante entre 430 et 300 av. J.-C. On retrouve également la figure rouge en Étrurie puis à Rome.
Cette technique a été utilisée pour le vase « d'Ulysse et les sirènes ».

## Principe
Dans la technique précédente, les figures étaient peintes en noir sur un fond clair qui gardait les couleurs naturelles de l'argile de la céramique utilisée. Un engobe d'argile dilué pouvait être également utilisé pour changer la teinte de la céramique. La figure rouge possède des caractéristiques qui la différencient de la figure noire.
Sur les vases produits avec cette nouvelle technique, les images de la scène sont représentées en rouge sur un fond noir. Les figures sont mises en réserve et se détachent du fond verni de noir. Après avoir esquissé les contours des figures, le peintre les cernait de noir, puis affinait les détails à l'aide d'un pinceau fin. Les détails et les contours des images ou d'une partie d'entre elles étaient donc mis en évidence par des lignes noires ce qui permettait aux peintres de développer les détails de la perspective et de l'anatomie humaine. C'est donc aussi le passage au pinceau, au profit des incisions, qui donne des lignes plus souples et un résultat plus réaliste, si bien qu'Athènes acquiert une renommée sans égal au sein du monde grec. Ses vases sont diffusés au-delà de la Grèce continentale, jusqu'aux Grecs d'Italie du sud et chez les Étrusques du nord.
Ces éléments donnent une luminosité ainsi qu'une consistance corporelle. Les peintres athéniens ont ainsi plus de possibilités, ils sont moins limités. Ils mettent en pratique leurs capacités de dessinateur et sont séduits par la variété illimitée des sujets que leur procure la technique à figures rouges.
Dans cette technique, le dessin revêt une importance capitale et exclut tout emploi de couleur. La polychromie apportée par les dernières innovations de la figure noire disparaît alors (elle reviendra au IVe siècle av. J.-C. dans la céramique italiote). Cependant, la technique de la figure rouge apporte la profondeur qui manquait à la figure noire ainsi que les effets de perspectives.
Afin d'obtenir ce résultat le vase était recouvert d'un vernis d'argile épurée dans laquelle étaient peints les motifs. Après la cuisson du vase on obtenait donc des figures rouges sur fond noir. Une autre façon de procéder était constituée par l'application de vernis rouge après la cuisson du vase sur lequel avait été appliquée la peinture noire.

## La céramique attique à figures rouges
La céramique à figures rouges est considérée, par de nombreux spécialistes, comme l'invention du peintre d'Andokidès. Ce dernier serait l'inventeur et le premier utilisateur, vers 530 av. J.-C., de ce que l'on appellera le « style à figures rouges ».
La dernière décennie du VIe siècle correspond à l'apogée de la céramique attique soit en termes de diversité que de qualité. C'est un art autonome, plus avancé que la sculpture en ce qui concerne les attitudes et plus riche sur le plan de l'iconographie.

## Une source
Evidemment conçue par ceux qui la fabriquaient et par leur clientèle comme un produit d'usage courant, la céramique grecque, même privée depuis un moment de ses fonctions premières, est restée une sorte de denrée vitale. Un vase, même réduit en état de fragment, possède une forme et un décor qui témoignent de la culture, du savoir-faire et de l'imagination d'un ou plusieurs individus à un moment donné de l'histoire. Les céramiques sont des sources importantes et inépuisable d'informations en ce qui concerne les modes de vie et les mentalités antique, dont disposent les historiens de l'Antiquité. C'est essentiellement à partir des vases que l'on a pu essayer de reconstruire une histoire continue de cet art. Elle est un témoignage sur la vie quotidienne des Grecs. Les représentations que l'on retrouve dessus montrent parfois les hommes et les femmes dans certaines scènes de la vie quotidienne. C'est le cas de la céramique attique qui nous donne de nombreux éléments sur les athéniens avec la trouvaille de 50 000 vases. Athènes est réputée pour son argile de bonne qualité et ses bons potiers ce qui lui a permis de produire des céramiques pendant plusieurs siècles.

## Diverses représentations
L'évolution du décor de la céramique, proprement grecque, vers la figuration animale et humaine l'a transformé en un véritable livre d'images, 
Avec l'arrivée de la céramique à figures rouges, les scènes de la réalité deviennent plus fréquentes. Cela peut être des scènes de métier, des scènes représentant la mythologie (les douze Travaux d'Héraclès, la gigantomachie), des scènes funéraires (comme la prothésis) mais surtout des scènes de gymnase qui montrent des jeunes gens s'entraînant au sport ou montrant de la pédérastie.
Dans l'imagerie des vases du VIe siècle, on retrouve de nombreuses représentations du monde féminin. On peut y voir, par exemple, des hétaïres lors de banquet, mais les vases offrent une vision très limitée de la vie privée des femmes. Cependant, dans le courant du Ve siècle, le nombre de représentations féminines a augmenté et l'image de la femme a évolué.

## Les représentations musicales

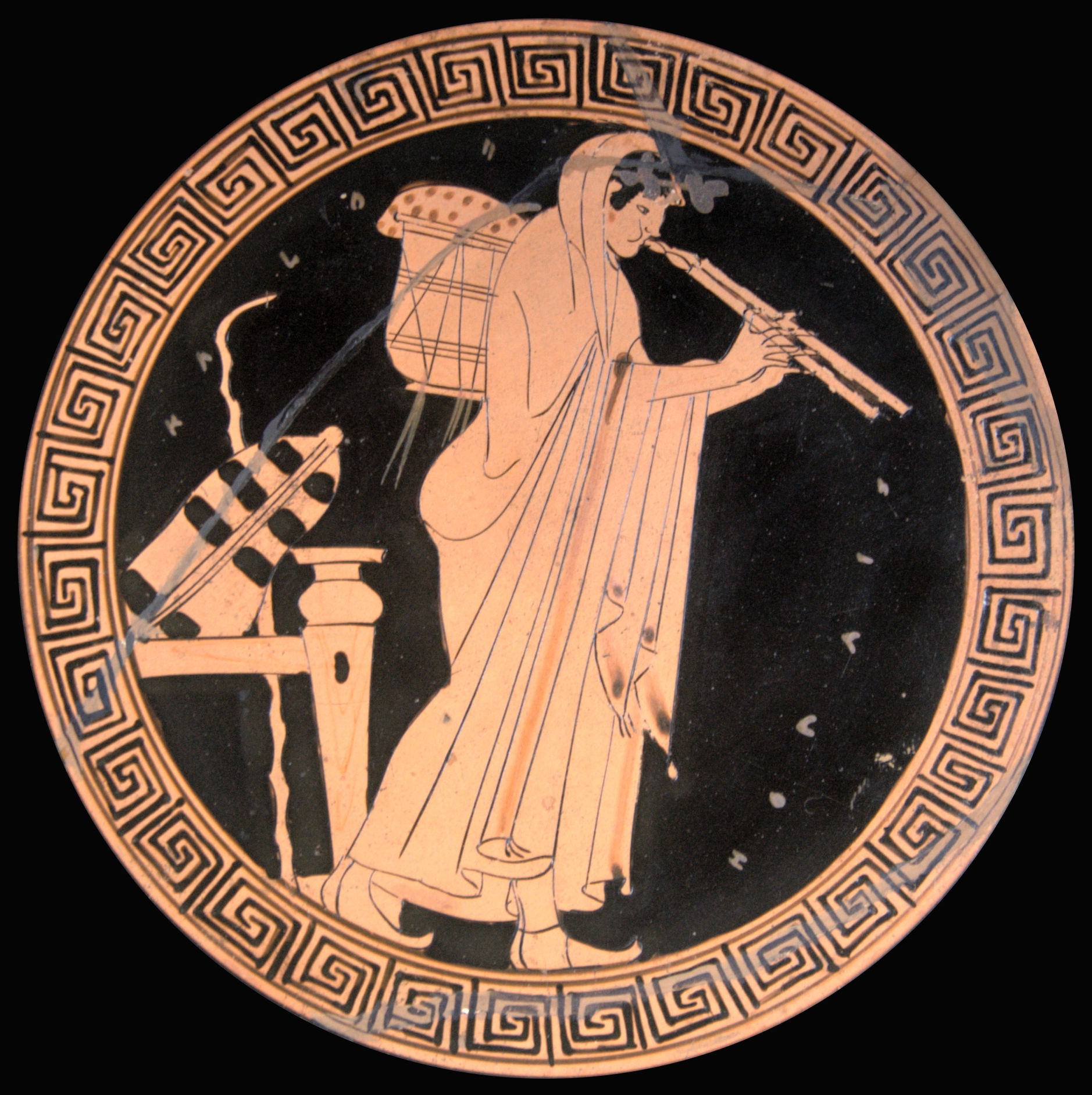
Joueur d'aulos. Kylix attique à figures rouges, vers 490 av. J.-C.

Les représentations musicales sur les vases grecs constituent une documentation très riche. Elles n'apparaissent pas avec la technique à figures rouges puisqu'elles existent déjà à l'époque géométrique. Cependant, elles commencent véritablement à être développées dans le style à figures noires du VIe siècle av. J.-C. et atteignent une certaine perfection dans la céramique à figures rouges du Ve siècle. On retrouve des représentations de divers instruments comme les instruments à vent (comme l'aulos, la syrinx, le keras), des instruments à cordes (la phorminx, la cithare, la lyre), les instruments à percussions (les crotales, le tympanon, les cymbales). On retrouve aussi des représentations de la musique dans la vie quotidienne (des concours de musique par exemple).

## Le banquet

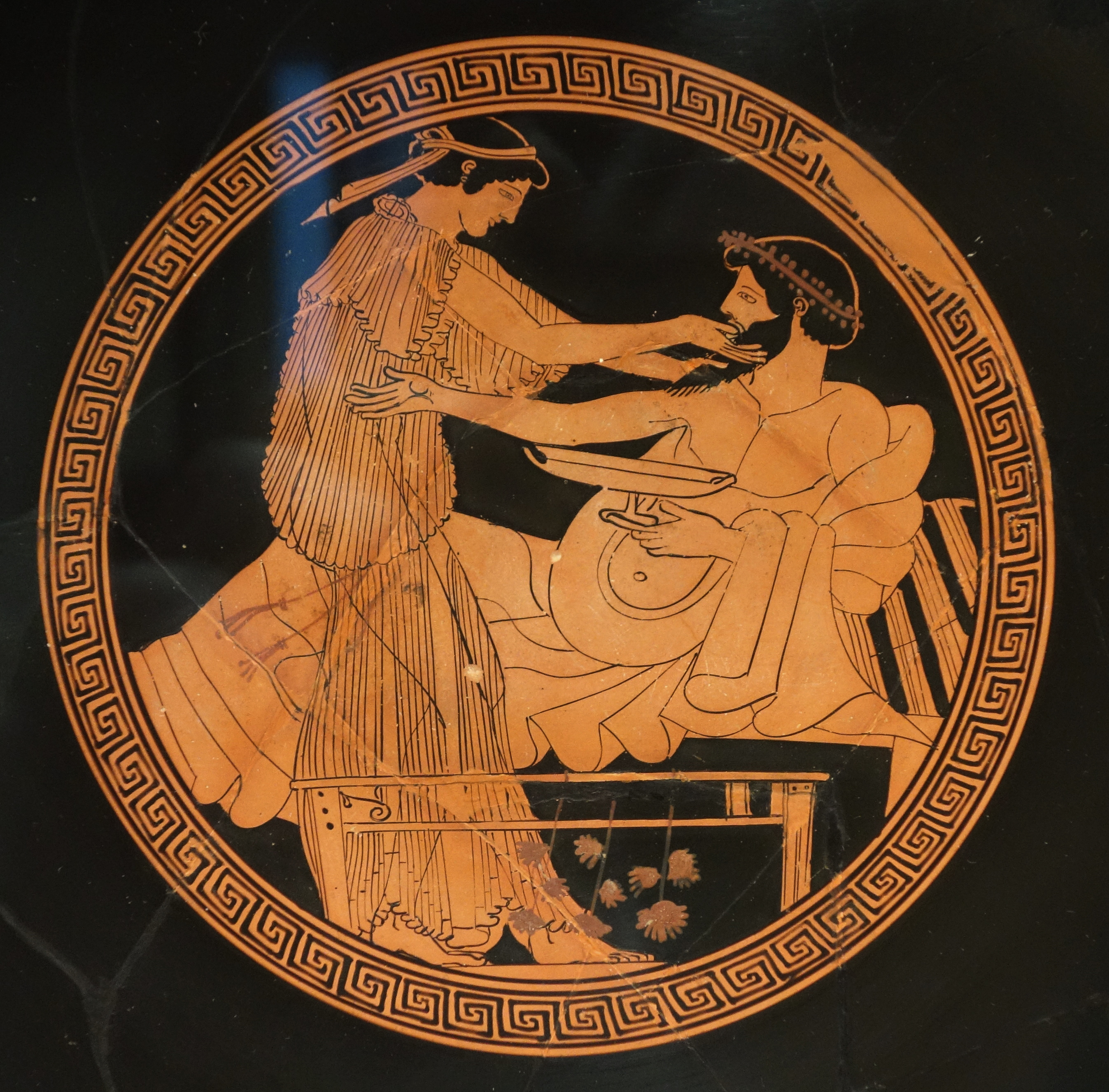
Kylix (coupe à boire) attique à figures rouges avec scène de symposion dans le tondo.

Le symposion est beaucoup figuré sur les céramiques. Ces dernières se présentent sous deux aspects : formes de vases liées à la pratique du banquet et des scènes figurées représentant le banquet sur les vases peints. Les peintres des vases attiques ont donné au thème du banquet un développement très riche. De nombreuses formes de vases sont liées à la consommation du vin. Des figures féminines sont parfois représentaient, elles jouent et la musique, dansent, partagent la couche des banqueteurs. Il peut s'agir d'une hétaïre.

## Le sport

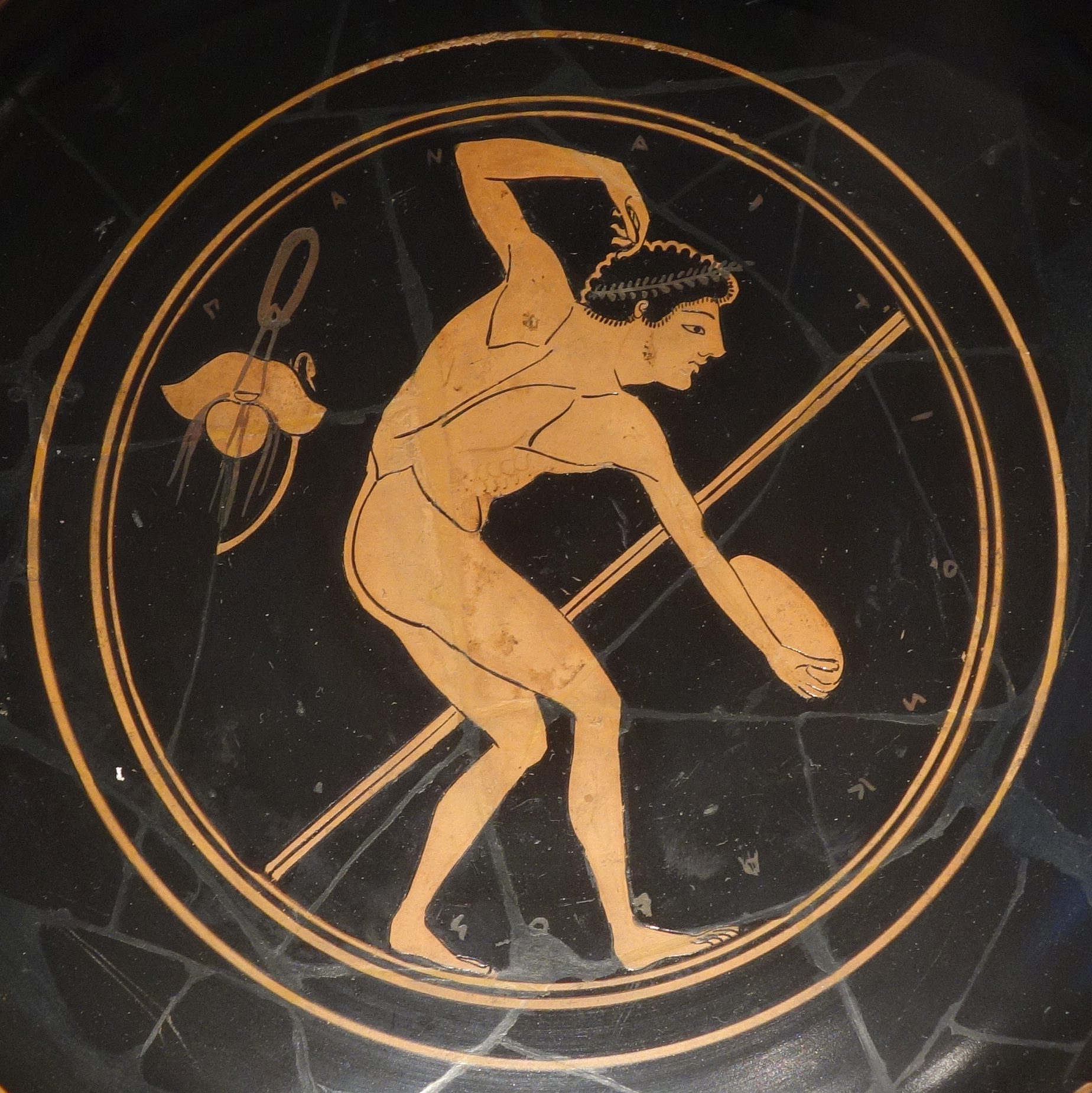
Jeune homme se prépare à lancer un disque. Derrière lui, deux javelots, avec un strigile et un aryballe accrochés au mur.

Les athlètes pratiquaient le sport nus et les soins du corps avaient donc une grande importance. C'est dans ce contexte, qu'apparaît , sur la céramique attique à figures rouges, la figure de l'athlète dont l'image exprime la beauté du corps. Il est possible de reconnaître les scènes de toilettes par le paquetage représenté qui est typique de celui de l'athlète (éponge, strigile, aryballe...). Au Ve siècle, une série d'images montre des femmes faisant leur toilette autour d'un louterion. Ces scènes apparaissent comme le miroir de l'iconographie masculine des jeunes athlètes qui se lavent après l'exercice.

## La religion
Les olympiens, et les dieux en général, sont souvent représentés sur la céramique grecque. On peut prendre l'exemple de Dionysos et du monde dionysiaque en général. Ce dernier est massivement présent dans le décor des vases attiques. On peut y voir Dionysos mais aussi des ménades et des satyres qui sont facilement reconnaissables par leurs attributs. La représentation du dieu est liée à celle de la vigne et du vin, on le voit donc souvent avec un vase à boire ainsi qu'avec un thyrse.

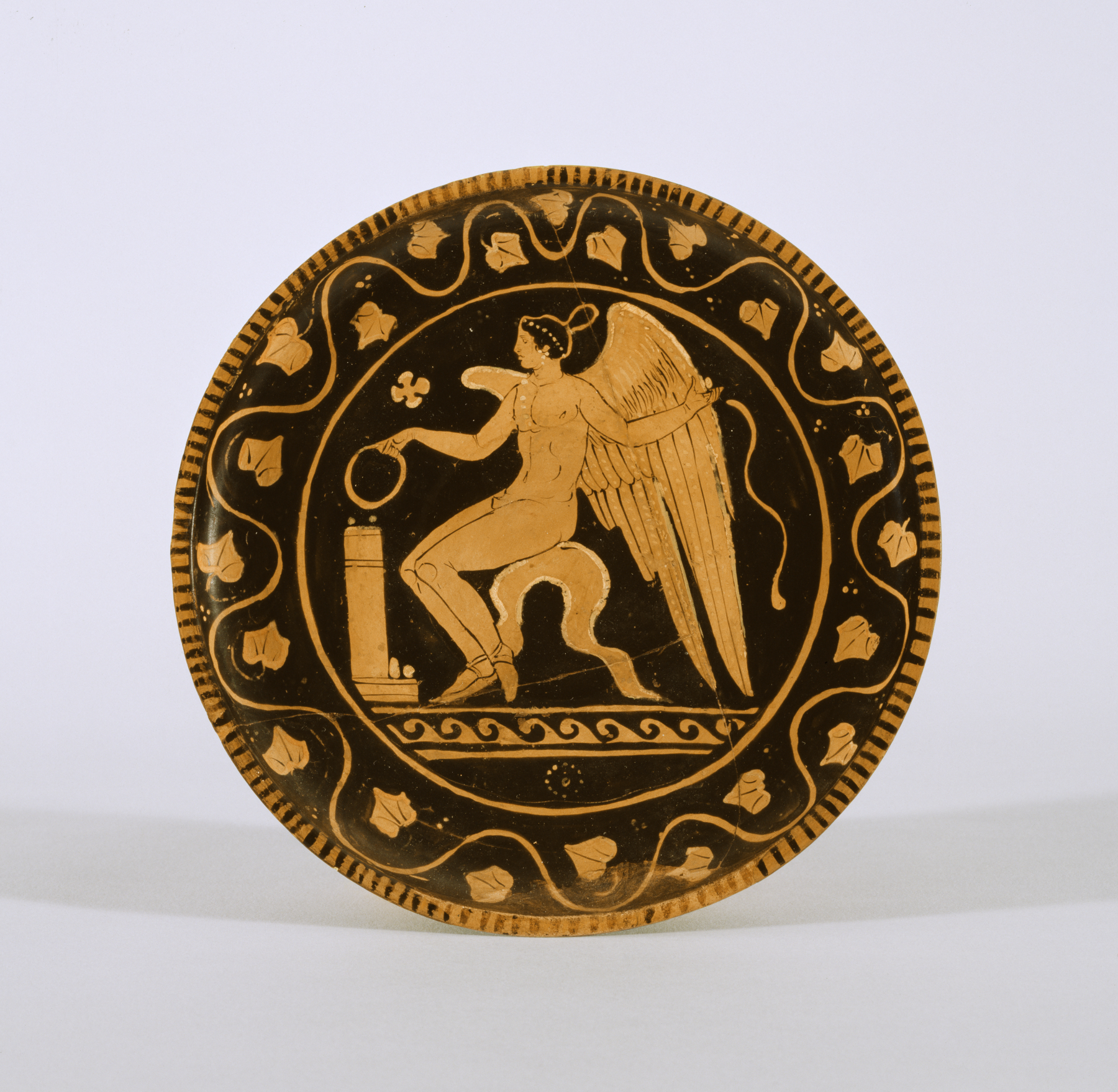
Assiette à figures rouges avec Éros

## L'amour
La représentation de l'amour et du désir amoureux est souvent symbolisée par Éros, notamment par deux aspects fondamentaux, qui sont sa jeunesse et sa beauté. En effet, il est représenté, la plupart du temps, sous la forme d'un adolescent ailé avec un arc et des flèches. Il apparaît dans la céramique attique à la fin du VIe siècle. On le voit parfois représenté avec une lyre (qui est l'instrument du poète plus que l'attribut du dieu).

## Armement et combat
L'armement (souvent hoplitique) est souvent représenté, on peut voir le bouclier rond, les cnémides, la cuirasse ainsi que des armes offensives (comme la lance). Sur les vases, l'hoplite n'est pas toujours représenté avec tout son armement. Les scènes d'armement et de départ du guerrier qui sont peints offrent peu de variantes (présence de l'épouse ou de la mère pour les scènes d'armement, et du père pour les scènes de départ). En ce qui concerne les combats, les peintres attiques représentent souvent des duels entre deux guerriers.

## Source
- (it) Cet article est partiellement ou en totalité issu de l’article de Wikipédia en italien intitulé « Ceramica a figure rosse » (voir la liste des auteurs).